# Eixo (mecânica)
Rodas de um trem. Neste caso, o eixo se encontra fixo a roda, girando junto.
Um eixo  é um eixo central para uma roda ou engrenagem rotativa. Nos veículos com rodas, o eixo pode ser fixado às rodas, girando com elas, ou fixado ao veículo, com as rodas girando em torno do eixo. No primeiro caso, os rolamentos ou buchas são fornecidos nos pontos de montagem onde o eixo é apoiado. No último caso, um rolamento ou bucha fica dentro de um orifício central na roda para permitir que a roda ou engrenagem gire em torno do eixo. Às vezes, especialmente em bicicletas.

## Características estruturais e design
Um eixo reto é um único eixo rígido que conecta uma roda no lado esquerdo do veículo a uma roda no lado direito. O eixo de rotação fixado pelo eixo é comum a ambas as rodas. Esse design pode manter as posições das rodas estáveis sob forte estresse e, portanto, pode suportar cargas pesadas. Eixos retos são usados em trens (ou seja, locomotivas e vagões ferroviários), para os eixos traseiros de caminhões comerciais e em veículos off-road pesados. O eixo pode, opcionalmente, ser protegido e reforçado, envolvendo o comprimento do eixo em uma carcaça.
Em projetos de eixo dividido, a roda de cada lado é presa a um eixo separado. Os carros de passeio modernos têm eixos de tração divididos. Em alguns projetos, isso permite a suspensão independente das rodas esquerda e direita e, portanto, um passeio mais suave. Mesmo quando a suspensão não é independente, os eixos bipartidos permitem o uso de um diferencial, permitindo que as rodas motrizes esquerda e direita sejam acionadas em velocidades diferentes conforme o automóvel gira, melhorando a tração e prolongando a vida útil do pneu.
Um eixo tandem é um grupo de dois ou mais eixos situados próximos um do outro. Os projetos de caminhões usam essa configuração para fornecer uma capacidade de peso maior do que um único eixo. Os semi-reboques geralmente têm um eixo tandem na parte traseira.
Os eixos são normalmente feitos de aço SAE grau 41xx ou aço SAE grau 10xx. O aço SAE grau 41xx é comumente conhecido como " aço cromo-molibdênio " (ou "cromo-molibdênio"), enquanto o aço SAE grau 10xx é conhecido como "aço carbono". As principais diferenças entre os dois são que o aço cromo-molibdênio é significativamente mais resistente à flexão ou quebra e é muito difícil de soldar com ferramentas normalmente encontradas fora de uma oficina de soldagem profissional.

## Eixo motriz

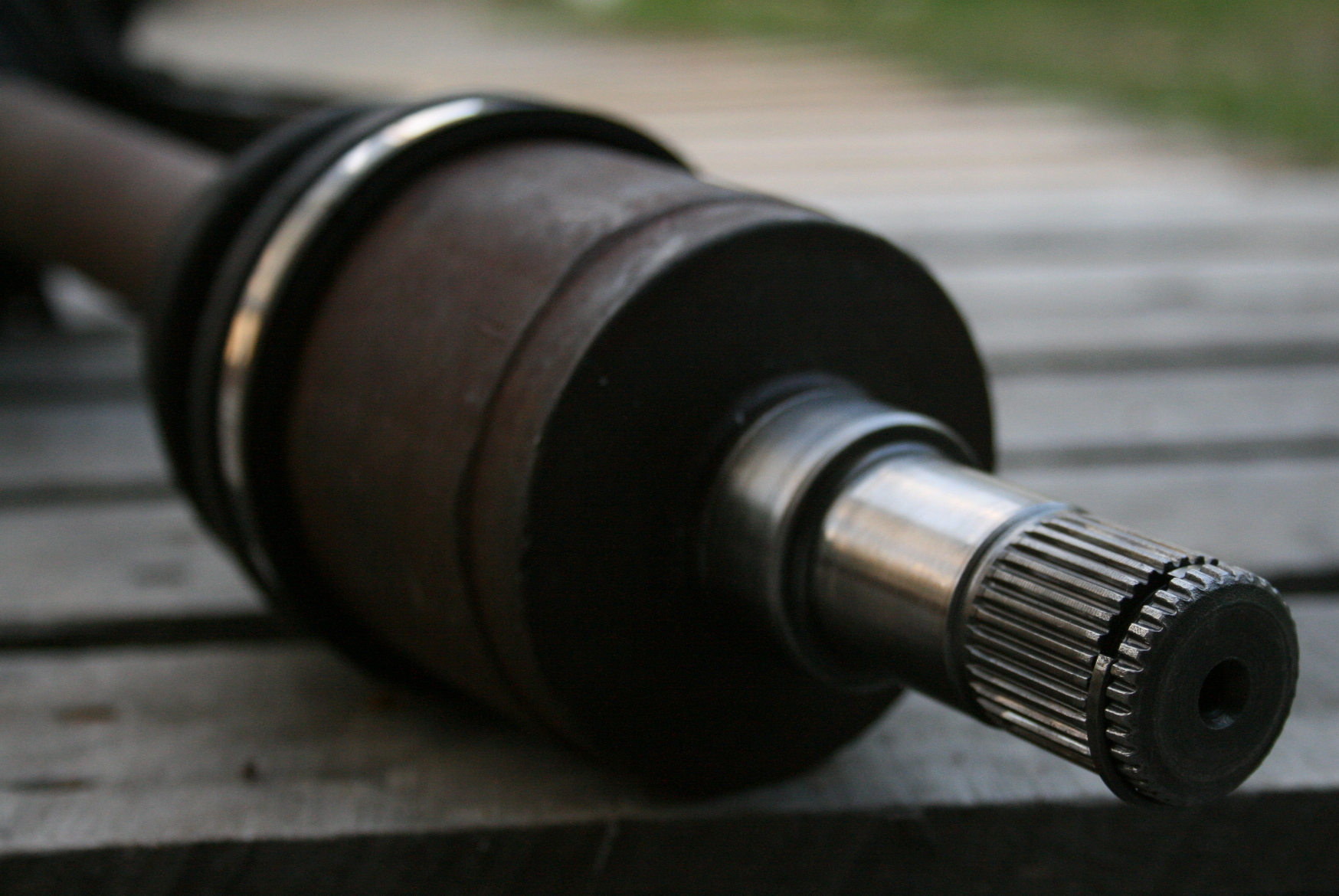
Ranhuras em um eixo de tração dianteiro.

Um eixo que é acionado pelo motor ou motor primário é chamado de eixo motriz.
Os carros modernos de tração dianteira geralmente combinam a transmissão (caixa de câmbio e diferencial) e o eixo dianteiro em uma única unidade chamada transeixo. O eixo motriz é um eixo dividido com um diferencial e juntas universais entre os dois semi-eixos. Cada meio eixo se conecta à roda por meio de uma junta de velocidade constante (CV) que permite que o conjunto da roda se mova livremente verticalmente, bem como gire ao fazer curvas.
Em carros e caminhões com tração traseira, o motor gira um eixo de transmissão que transmite força rotacional para um eixo de transmissão na parte traseira do veículo. O eixo de tração pode ser um eixo vivo, mas os automóveis modernos de tração traseira geralmente usam um eixo dividido com um diferencial. Neste caso, um semi-eixo conecta o diferencial com a roda traseira esquerda, um segundo semi-eixo faz o mesmo com a roda traseira direita; assim, os dois semi-eixos e o diferencial constituem o eixo traseiro. O eixo de tração dianteiro está fornecendo a força para acionar o caminhão. Na verdade, apenas uma roda desse eixo está realmente movendo o caminhão e o trailer pela estrada.
Alguns projetos de veículos simples, como karts de lazer, podem ter uma única roda motriz onde o eixo motriz é um eixo dividido com apenas um dos dois eixos acionados pelo motor, ou então ter ambas as rodas conectadas a um eixo sem diferencial (corrida de kart). No entanto, outros karts também têm duas rodas traseiras.

## Eixo elevável

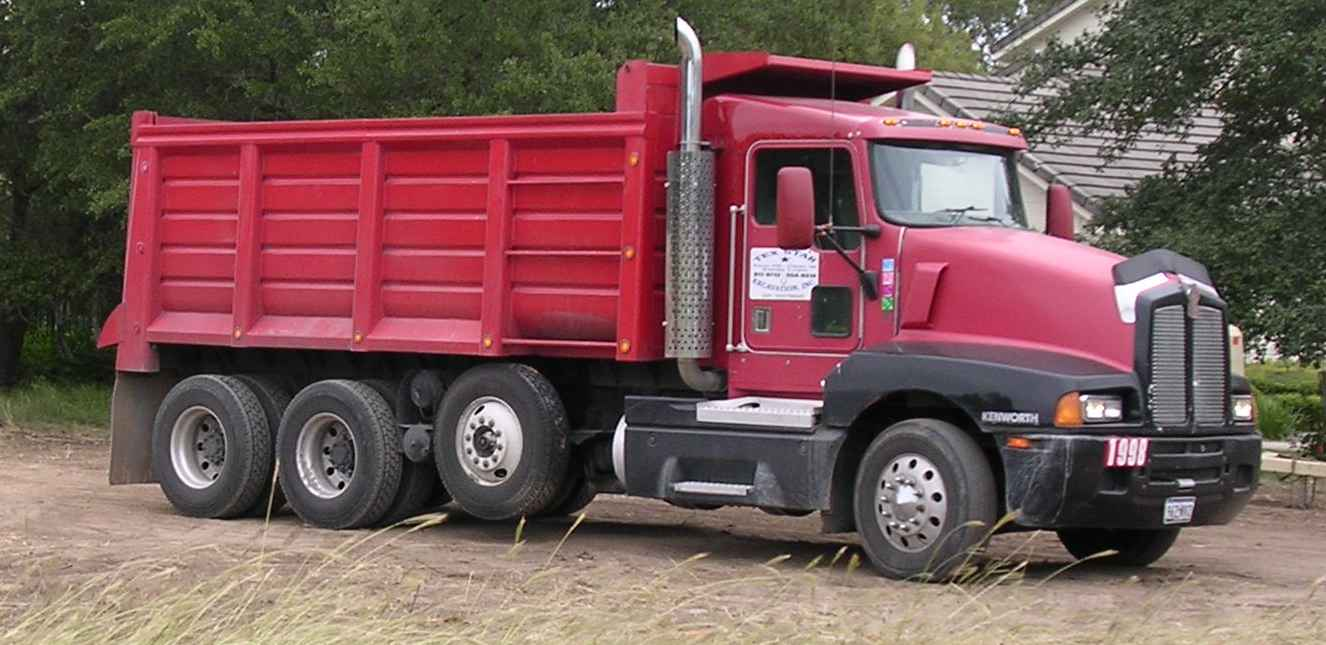
Caminhão basculante com um eixo de elevação, mostrado na posição levantada

Alguns caminhões basculantes e reboques podem ser configurados com um eixo de elevação, que pode ser levantado ou abaixado mecanicamente. O eixo é abaixado para aumentar a capacidade de peso ou para distribuir o peso da carga por mais rodas, por exemplo, para atravessar uma ponte com restrição de peso. Quando não for necessário, o eixo é levantado do solo para economizar o desgaste dos pneus e do eixo e aumentar a tração nas rodas restantes. Levantar um eixo também alivia o atrito lateral do eixo adicional em curvas muito fechadas, permitindo que o veículo gire mais facilmente. Em algumas situações, a remoção da pressão do eixo adicional é necessária para que o veículo complete uma curva.
Fabricantes oferecem opção controlado por computador, de modo que os eixos mortos são baixados automaticamente quando o eixo principal atinge seu limite de peso.
Eixos de elevação estavam em uso no início de 1940. Inicialmente, o eixo foi levantado por um dispositivo mecânico. Logo a hidráulica substituiu o sistema de elevação mecânico. Um dos primeiros fabricantes foi a Zetterbergs, localizada em Östervåla, Suécia. A marca deles era Zeta-lyften.
O eixo motor tandem elevável foi inventado em 1957 pelo fabricante de caminhões finlandês Vanajan Autotehdas, uma empresa que compartilha história com a Sisu Auto.